# Friedrich zur Lippe

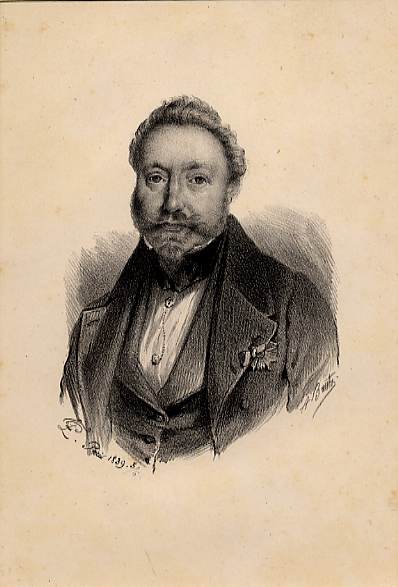
Friedrich Prinz zur Lippe

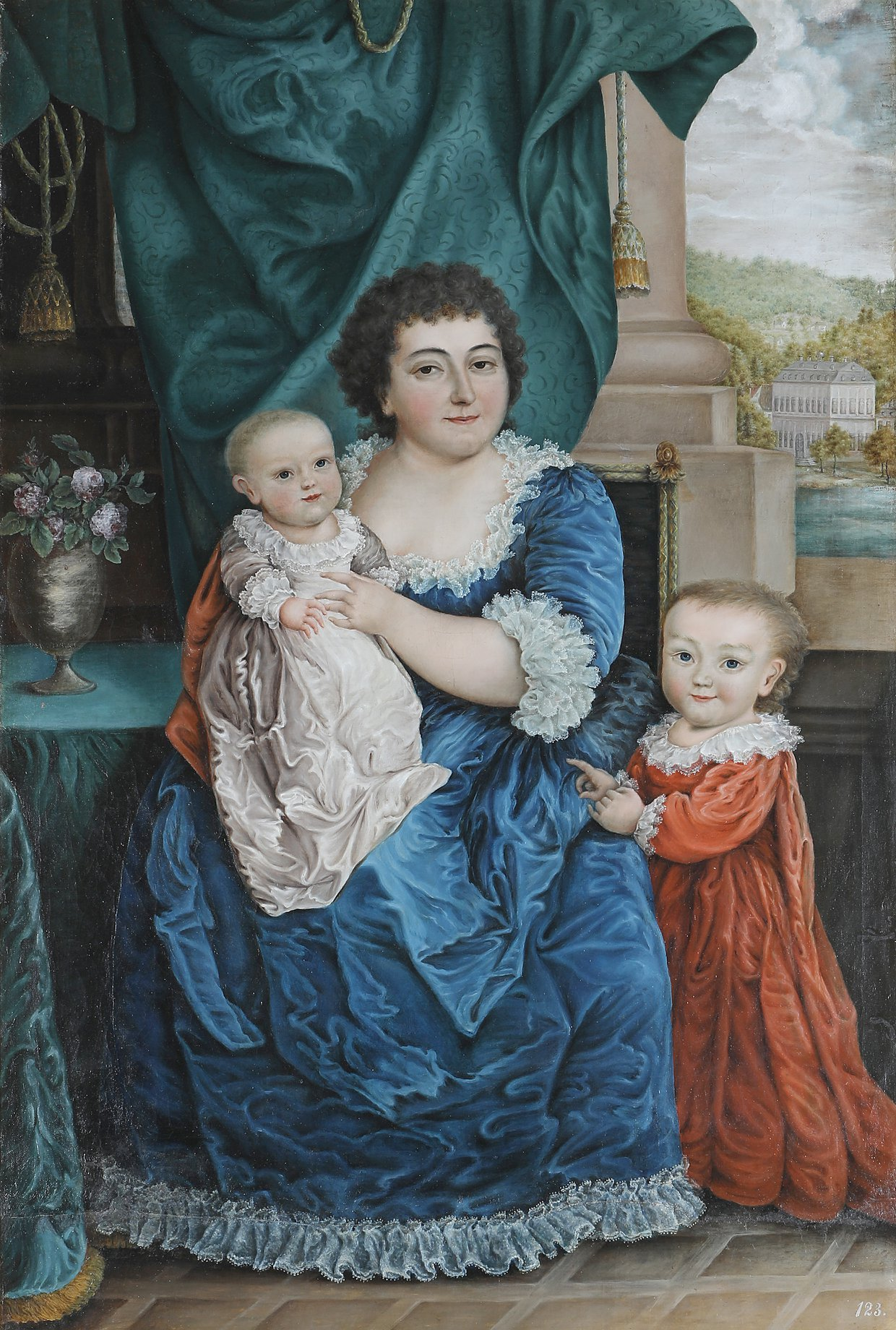
Pauline mit ihren Söhnen Friedrich (links) und Leopold

Friedrich Albrecht August, Prinz zur Lippe (* 8. Dezember 1797 in Detmold; † 20. Oktober 1854 in Lemgo) war ein Angehöriger des Hauses Lippe. Von 1802 bis 1821 war er Thronfolger des Fürstentums Lippe. Er diente als Offizier sowohl in der Armee des Königreichs Hannover als auch in der k. k. Armee des Kaisertums Österreich.

## Leben
Friedrich war der jüngere Sohn des Fürsten Leopold I. (1767–1802) und der Pauline von Anhalt-Bernburg (1769–1820), einer Tochter von Friedrich Fürst von Anhalt-Bernburg und seiner Frau Luise (geb. von Holstein-Plön). Die Mutter Pauline war von 1802 bis 1820 Regentin des Fürstentums Lippe und gilt dort als eine der bedeutendsten Herrscherinnen.
Seit dem 27. Dezember 1816 wurde Friedrich in der Rangliste der hannoverschen Armee als Stabsrittmeister à la Suite beim 1. oder Garde-Husaren-Regiment geführt. Am 30. März 1824 wurde er mit dem Rang eines Oberstleutnants (à la Suite) in das kgl. hannoversche 1. Ulanen-Regiment aufgenommen; allerdings war er bereits bei der Verleihung des Commander-Kreuzes des Guelphen-Ordens im Jahr zuvor in dieser Position aufgeführt worden. Anfang 1829 schied er mit erhöhtem Rang als Oberst aus dem hannoverschen Dienst und ging an den Wiener Hof. 
Am 18. April 1829 als supernumerärer Major bei Sachsen-Kürassieren in die Reihen der k. k. Armee eingetreten, wurde Friedrich noch im Juli desselben Jahres zum Dragoner-Regimente Nr. 5 und im Februar 1832 zum 4. Kürassier-Regimente transferiert. Mit 4. Mai desselben Jahres in die Oberstlieutenants-Charge vorgerückt, quittierte er am 12. Dezember 1845 und erhielt hierbei auch hier den Oberstencharakter.
Prinz Friedrich zur Lippe war Träger des Großkreuzes des königlich portugiesischen Turm- und Schwertordens.
Seit 1820 war er Besitzer des Lippehofes. Er wurde nach seinem Tod im Lippegarten beigesetzt.